# Supercopa Brasil de Basquete Masculino de 2012
A Supercopa Brasil de Basquete de 2012 foi um torneio de basquete masculino organizado pela Confederação Brasileira de Basketball, equivalente à segunda divisão do Campeonato Brasileiro (Novo Basquete Brasil).  

## Formato e participantes
Os times foram divididos em torneios regionais onde disputam vaga para a próxima fase. Ao final da primeira etapa, 8 Equipes ganham o direito de disputar a etapa nacional da competição a partir dos resultados das cinco competições regionais, que assim definirão os finalistas: Copa Brasil Sul (2), Copa Brasil Sudeste (3), Copa Brasil Nordeste (1), Copa Brasil Norte (1) e Copa Brasil Centro-Oeste (1). O campeão e o vice da Supercopa Brasil 2012 ganharão direito de pleitar uma vaga na edição 2012/13 do NBB, desde que atendam todos os requisitos exigidos pela LNB.

É o maior e mais democrático torneio de basquetebol disputado no Brasil, reuniu 34 equipes de 19 Unidades Federativas do país.
- Palmeiras
- XV de Novembro
- Mogi das Cruzes
- Jacareí
- Campo Mourão
- Maringá
- IESPLAN
- Univates/Bira
- FC Santa Cruz/Corinthians
- Brusque
- APAB Blumenau
- APCEF
- ABA
- Dom Bosco
- Sport Recife
- FASE Faculdade
- AABB Natal
- Manaus
- Assembléia Paraense
- São José
- Oratório
- Academia TBJ
- Liga de Alagoinhas
- Associação Esportiva e Cultural/CBT
- Colégio Objetivo
- SESI Faro
- São Camilo/Sinop
- Rondonópolis
- AABB João Pessoa
- Cabo Branco
- Vital Crabs
- Aliança Socorrense
- Usina Coruripe/Pavilhão
- São Domingos

## COPA BRASIL SUDESTE 2012
Participantes:
| - Palmeiras - XV de Piracicaba - Mogi das Cruzes - Jacareí |

Com a desistência de Fluminense e do Vitória Basquete apenas equipes paulistas disputaram a competição, porém o regulamento não foi alterado de maneira que as quatro equipes estavam automaticamente qualificadas para a fase semi-final, restando apenas a definição das posições.

### Turno e returno
| 9 de fevereiro de 2012  | JACAREÍ 92-90 MOGI                |
| 9 de fevereiro de 2012  | PALMEIRAS 106-96 XV de PIRACICABA |
| 11 de fevereiro de 2012 | MOGI 127-99 PALMEIRAS             |
| 11 de fevereiro de 2012 | JACAREÍ 81-76 XV de PIRACICABA    |
| 23 de fevereiro de 2012 | PALMEIRAS 83-79 JACAREÍ           |
| 23 de fevereiro de 2012 | MOGI 99-97 XV de PIRACICABA       |
| 6 de março de 2012      | JACAREÍ 102-91 MOGI               |
| 6 de março de 2012      | XV de PIRACICABA 119-89 PALMEIRAS |
| 10 de março de 2012     | MOGI 63-62 PALMEIRAS              |
| 10 de março de 2012     | XV de PIRACICABA 100-78 JACAREÍ   |
| 17 de março de 2012     | PALMEIRAS 76-68 JACAREÍ           |
| 17 de março de 2012     | MOGI 76-75 XV de PIRACICABA       |

### Classificação
| Pos. | Equipe           | Pts | PJ | PG | PP | PF  | PC  | Average |
| ---- | ---------------- | --- | -- | -- | -- | --- | --- | ------- |
| 1.   | MOGI             | 10  | 6  | 4  | 2  | 546 | 527 | 1.0361  |
| 2.   | PALMEIRAS        | 9   | 6  | 3  | 3  | 515 | 552 | 0.9330  |
| 3.   | JACAREÍ          | 9   | 6  | 3  | 3  | 500 | 516 | 0.9690  |
| 4.   | XV de PIRACICABA | 8   | 6  | 2  | 4  | 563 | 529 | 1.0643  |

### Fase final
| 30 de março de 2012 | XV de PIRACICABA 104-89 MOGI |
| 31 de março de 2012 | PALMEIRAS 86-79 JACAREÍ      |
| 5 de abril de 2012  | XV de PIRACICABA 82-79 MOGI  |
| 5 de abril de 2012  | PALMEIRAS 98-92 JACAREÍ      |

| 14 de abril de 2012 | JACAREÍ 67-82 MOGI |
| 17 de abril de 2012 | MOGI 97-89 JACAREÍ |

| 13 de abril de 2012 | XV de PIRACICABA 102-97 PALMEIRAS |
| 19 de abril de 2012 | PALMEIRAS 75-62 XV de PIRACICABA  |
| 24 de abril de 2012 | PALMEIRAS 85-72 XV de PIRACICABA  |

CAMPEÃO: PALMEIRAS
Classificados à SUPERCOPA BRASIL:
 PALMEIRAS,  XV de PIRACICABA &  MOGI

## COPA BRASIL SUL 2012
Participantes:
| - Univates/Florestal Alimentos/Bira - FC Santa Cruz/Corinthians - Campo Mourão |  | - Brusque - APAB Blumenau - Maringá |

### Turno e returno
| 9 de março de 2012  | CAMPO MOURÃO 91-57 APAB BLUMENAU           |
| 9 de março de 2012  | MARINGÁ 82-81 BRUSQUE                      |
| 10 de março de 2012 | CAMPO MOURÃO 86-85 BRUSQUE                 |
| 10 de março de 2012 | MARINGÁ 78-48 APAB BLUMENAU                |
| 16 de março de 2012 | BIRA 84-62 MARINGÁ                         |
| 16 de março de 2012 | SANTA CRUZ/CORINTHIANS 83-90 CAMPO MOURÃO  |
| 17 de março de 2012 | BIRA 92-77 CAMPO MOURÃO                    |
| 17 de março de 2012 | SANTA CRUZ/CORINTHIANS 77-76 MARINGÁ       |
| 23 de março de 2012 | SANTA CRUZ/CORINTHIANS 68-60 BRUSQUE       |
| 23 de março de 2012 | BIRA 83-50 APAB BLUMENAU                   |
| 24 de março de 2012 | BRUSQUE 100-85 BIRA                        |
| 24 de março de 2012 | APAB BLUMENAU 54-80 SANTA CRUZ/CORINTHIANS |
| 26 de março de 2012 | CAMPO MOURÃO 88-72 MARINGÁ                 |
| 28 de março de 2012 | BRUSQUE 78-55 APAB BLUMENAU                |
| 29 de março de 2012 | BIRA 91-80 SANTA CRUZ/CORINTHIANS          |

| 30 de março de 2012 | APAB BLUMENAU 62-65 CAMPO MOURÃO           |
| 30 de março de 2012 | BRUSQUE 99-87 MARINGÁ                      |
| 31 de março de 2012 | BRUSQUE 100-99 CAMPO MOURÃO                |
| 31 de março de 2012 | APAB BLUMENAU 58-74 MARINGÁ                |
| 13 de abril de 2012 | MARINGÁ 85-75 BIRA                         |
| 13 de abril de 2012 | CAMPO MOURÃO 91-73 SANTA CRUZ/CORINTHIANS  |
| 14 de abril de 2012 | CAMPO MOURÃO 82-66 BIRA                    |
| 14 de abril de 2012 | MARINGÁ 82-73 SANTA CRUZ/CORINTHIANS       |
| 18 de abril de 2012 | MARINGÁ 67-94 CAMPO MOURÃO                 |
| 18 de abril de 2012 | APAB BLUMENAU 45-84 BRUSQUE                |
| 18 de abril de 2012 | SANTA CRUZ/CORINTHIANS 94-91 BIRA          |
| 20 de abril de 2012 | BIRA 93-49 APAB BLUMENAU                   |
| 20 de abril de 2012 | SANTA CRUZ/CORINTHIANS 100-81 BRUSQUE      |
| 21 de abril de 2012 | SANTA CRUZ/CORINTHIANS 89-59 APAB BLUMENAU |
| 21 de abril de 2012 | BIRA 75-71 BRUSQUE                         |

### Classificação
| Pos. | Equipe                    | Pts | PJ | PG | PP | PF  | PC  | Average | Desemp. |
| ---- | ------------------------- | --- | -- | -- | -- | --- | --- | ------- | ------- |
| 1.   | Campo Mourão              | 18  | 10 | 8  | 2  | 863 | 757 | 1.1400  |         |
| 2.   | Bira                      | 16  | 10 | 6  | 4  | 853 | 750 | 1.1133  | +8      |
| 3.   | FC Santa Cruz/Corinthians | 16  | 10 | 6  | 4  | 817 | 775 | 1.0542  | -8      |
| 4.   | Brusque                   | 15  | 10 | 5  | 5  | 839 | 782 | 1.0729  | +11     |
| 5.   | Maringá                   | 15  | 10 | 5  | 5  | 765 | 777 | 0.9846  | -11     |
| 6.   | Blumenau                  | 10  | 10 | 0  | 10 | 537 | 815 | 0.6589  |         |

### Quadrangular final
| 27 de abril de 2012 | BIRA 96-89 SANTA CRUZ/CORINTHIANS         |
| 27 de abril de 2012 | CAMPO MOURÃO 83-68 BRUSQUE                |
| 28 de abril de 2012 | BIRA 70-50 BRUSQUE                        |
| 28 de abril de 2012 | CAMPO MOURÃO 89-86 SANTA CRUZ/CORINTHIANS |
| 29 de abril de 2012 | BRUSQUE 87-76 SANTA CRUZ/CORINTHIANS      |
| 29 de abril de 2012 | BIRA 73-63 CAMPO MOURÃO                   |

Classificado à SUPERCOPA BRASIL:
 BIRA &  CAMPO MOURÃO

## COPA BRASIL NORDESTE 2012
A Copa Brasil Nordeste teve a participação de 8 clubes de 4 estados nordestinos, divididos em 2 grupos, um dos quais se dividia em dois subgrupos. As partidas da fase classificatória aconteceram entre 30 de março e 1º de abril e foram disputadas em turno único em Maceió, Alagoas.
Participantes:
| - AABB Natal - Ass. Esportiva e Cultural/CBT - AABB João Pessoa - Cabo Branco - Vital Crabs - Aliança Socorrense |  | - Sport Recife - FASE Faculdade - Academia TBJ - Liga de Alagoinhas - São Domingos - Usina Coruripe/Pavilhão |

### Grupo A.1
| 30 de março de 2012 | SPORT RECIFE 60-45 ACADEMIA TBJ |
| 30 de março de 2012 | SOCORRENSE 47-31 PAVILHÃO       |
| 31 de março de 2012 | ACADEMIA TBJ 70-36 SOCORRENSE   |
| 31 de março de 2012 | SPORT RECIFE 103-24 PAVILHÃO    |
| 1 de abril de 2012  | ACADEMIA TBJ 88-43 PAVILHÃO     |
| 1 de abril de 2012  | SPORT RECIFE 107-32 SOCORRENSE  |

### Grupo A.2
| 30 de março de 2012 | FASE FACULDADE WO-0 ALAGOINHAS    |
| 30 de março de 2012 | SÃO DOMINGOS WO-0 VITAL CRABS     |
| 31 de março de 2012 | ALAGOINHAS WO-WO VITAL CRABS      |
| 31 de março de 2012 | FASE FACULDADE 47-33 SÃO DOMINGOS |
| 1 de abril de 2012  | FASE FACULDADE WO-0 VITAL CRABS   |
| 1 de abril de 2012  | SÃO DOMINGOS WO-0 ALAGOINHAS      |

### Grupo B
| 30 de março de 2012 | CBT 62-58 AABB JP            |
| 30 de março de 2012 | AABB NATAL 51-41 CABO BRANCO |
| 31 de março de 2012 | AABB JP 50-38 CABO BRANCO    |
| 31 de março de 2012 | CBT 71-61 AABB NATAL         |
| 1 de abril de 2012  | AABB NATAL 51-47 AABB JP     |
| 1 de abril de 2012  | CBT 60-46 CABO BRANCO        |

### Quadrangular final
| 20 de abril de 2012 | FASE FACULDADE 65-62 CBT          |
| 20 de abril de 2012 | SPORT RECIFE 84-32 AABB NATAL     |
| 21 de abril de 2012 | CBT 69-67 AABB NATAL              |
| 21 de abril de 2012 | SPORT RECIFE 68-56 FASE FACULDADE |
| 22 de abril de 2012 | FASE FACULDADE 59-42 AABB NATAL   |
| 22 de abril de 2012 | SPORT RECIFE 75-65 CBT            |

Classificado à SUPERCOPA BRASIL:
 SPORT RECIFE

## COPA BRASIL CENTRO-OESTE 2012
Participantes:
| - IESPLAN - Dom Bosco - APCEF - ABA |  | - A. A. São Camilo/SINOP - Rondonópolis - SESI Faro - Colégio Objetivo |

### Grupo A
| 25 de abril de 2012 | IESPLAN 79-45 SESI FARO      |
| 25 de abril de 2012 | APCEF 81-55 RONDONÓPOLIS     |
| 26 de abril de 2012 | IESPLAN 69-68 RONDONÓPOLIS   |
| 26 de abril de 2012 | APCEF 90-54 SESI FARO        |
| 27 de abril de 2012 | RONDONÓPOLIS 79-34 SESI FARO |
| 27 de abril de 2012 | IESPLAN 75-69 APCEF          |

### Grupo B
| 25 de abril de 2012 | SÃO CAMILO 74-68 DOM BOSCO |
| 25 de abril de 2012 | ABA 101-64 OBJETIVO        |
| 26 de abril de 2012 | SÃO CAMILO 69-44 OBJETIVO  |
| 26 de abril de 2012 | ABA 84-65 DOM BOSCO        |
| 27 de abril de 2012 | DOM BOSCO 76-49 OBJETIVO   |
| 27 de abril de 2012 | ABA 76-66 SÃO CAMILO       |

### Fase final
SEMIFINAL
| 28 de abril de 2012 | ABA 69-66 APCEF          |
| 28 de abril de 2012 | IESPLAN 93-55 SÃO CAMILO |

Decisão de 3º lugar
| 29 de abril de 2012 | SÃO CAMILO 64-48 APCEF |

FINAL
| 29 de abril de 2012 | IESPLAN 85-72 ABA |

Classificado à SUPERCOPA BRASIL:
 IESPLAN

## COPA BRASIL NORTE 2012
Participantes:
| - Manaus EC - Assembléia Paraense - S.E.R. São José - Meta/Oratório |

### Circuito único
| 27 de abril de 2012 | ORATÓRIO 76-66 ASSEMBLÉIA PARAENSE      |
| 27 de abril de 2012 | S.E.R SÃO JOSÉ WO-WO MANAUS             |
| 28 de abril de 2012 | ORATÓRIO WO-0 MANAUS                    |
| 28 de abril de 2012 | ASSEMBLÉIA PARAENSE WO-0 S.E.R SÃO JOSÉ |
| 28 de abril de 2012 | ASSEMBLÉIA PARAENSE 86-63 ORATÓRIO      |
| 29 de abril de 2012 | ORATÓRIO WO-0 S.E.R SÃO JOSÉ            |
| 29 de abril de 2012 | ASSEMBLÉIA PARAENSE WO-0 MANAUS         |
| 29 de abril de 2012 | ASSEMBLÉIA PARAENSE 76-72 ORATÓRIO      |

Classificado à SUPERCOPA BRASIL:
 Assembléia Paraense

## SUPERCOPA BRASIL 2012
Participantes:
| - Palmeiras - XV de Novembro - Mogi das Cruzes - Sport Recife |  | - Univates/Florestal Alimentos/Bira - Campo Mourão - IESPLAN - Assembléia Paraense |

SEDE: MOGI DAS CRUZES, Estado de São Paulo

### Grupo A
| 15 de maio de 2012 | SPORT RECIFE 55 x 81 CAMPO MOURÃO    |
| 15 de maio de 2012 | MOGI DAS CRUZES 93 x 79 PALMEIRAS    |
| 16 de maio de 2012 | PALMEIRAS 84 x 69 SPORT RECIFE       |
| 16 de maio de 2012 | MOGI DAS CRUZES 86 x 71 CAMPO MOURÃO |
| 17 de maio de 2012 | PALMEIRAS 76 x 70 CAMPO MOURÃO       |
| 17 de maio de 2012 | MOGI DAS CRUZES 91 x 48 SPORT RECIFE |

### Grupo B
| 15 de maio de 2012 | UNIVATES LAJEADO 79 x 70 ASSEMBLÉIA PARAENSE |
| 15 de maio de 2012 | XV de PIRACICABA 99 x 90 IESPLAN             |
| 16 de maio de 2012 | IESPLAN 73 x 82 ASSEMBLÉIA PARAENSE          |
| 16 de maio de 2012 | XV de PIRACICABA 82 x 78 UNIVATES LAJEADO    |
| 17 de maio de 2012 | UNIVATES LAJEADO 102 x 83 IESPLAN            |
| 17 de maio de 2012 | XV de PIRACICABA 93 x 72 ASSEMBLÉIA PARAENSE |

### Fase final
SEMIFINAL
| 18 de maio de 2012 | XV de PIRACICABA 74-89 PALMEIRAS       |
| 18 de maio de 2012 | MOGI DAS CRUZES 78-75 UNIVATES LAJEADO |

Decisão de 3º lugar
| 19 de maio de 2012 | XV de PIRACICABA 89-67 UNIVATES LAJEADO |

FINAL
| 19 de maio de 2012 | MOGI DAS CRUZES 102-87 PALMEIRAS |

 *As duas equipes finalistas têm direito a pleitear uma vaga na NBB (Novo Basquete Brasil - Primeira divisão) desde que atendam as exigências do torneio*
| Supercopa Brasil de 2012                                      |
| ------------------------------------------------------------- |
| Mogi das Cruzes Campeão (1º título Brasileiro da 2.ª Divisão) |

| 2º lugar: Palmeiras           |
| 3º lugar: XV de Novembro      |
| 4º lugar: Bira                |
| 5º lugar: Campo Mourão        |
| 6º lugar: Assembléia Paraense |
| 7º lugar: Sport Recife        |
| 8º lugar: IESPLAN             |